# Селім Байрактар
Селім Байрактар (тур. Selim Bayraktar, араб. سليم بيرقدار‎; нар. 17 червня 1975, Кіркук) — турецький актор іракського походження, найвідоміший своїми ролями євнуха Сюмбюля Аги у фільмі «Величне століття. Роксолана» та Чандарли Халіль-паші в міні-серіалі Netflix «Османське повстання».